# István Iván
István Iván (Szombathely, 23 juin 1905 – Budapest, 25 décembre 1967) est un artiste graveur en numismatique hongrois.

## Biographie
István Iván  a dessiné les pièces de 2 fillér et de 1 et 5 forint de la République de Hongrie après la Seconde Guerre mondiale.